# Kanton Sainte-Geneviève-des-Bois
Der Kanton Sainte-Geneviève-des-Bois ist seit 1967 ein französischer Wahlkreis in den Arrondissements Évry und Palaiseau im Département Essonne und in der Region Île-de-France; sein Hauptort ist Sainte-Geneviève-des-Bois. Vertreter im Generalrat des Départements war von 1992 bis 2011 Pierre Champion (DVG). Ihm folgte Frédéric Petitta (DVG) nach.
Der Kanton wurde in der aktuellen Zusammensetzung 1967 gegründet. 

## Gemeinden
Der Kanton besteht aus vier Gemeinden mit insgesamt 68.677 Einwohnern (Stand: 1. Januar 2022) auf einer Gesamtfläche von 17,75 km²:
| Gemeinde                         | Einwohner 1. Januar 2022 | Fläche km² | Dichte Einw./km² | Code INSEE | Postleitzahl | Arrondissement |
| -------------------------------- | ------------------------ | ---------- | ---------------- | ---------- | ------------ | -------------- |
| Morsang-sur-Orge                 | 21.161                   | 4,39       | 4.820            | 91434      | 91390        | Évry           |
| Sainte-Geneviève-des-Bois        | 35.714                   | 9,27       | 3.853            | 91549      | 91700        | Palaiseau      |
| Villemoisson-sur-Orge            | 7.226                    | 2,31       | 3.128            | 91667      | 91360        | Palaiseau      |
| Villiers-sur-Orge                | 4.576                    | 1,78       | 2.571            | 91685      | 91700        | Palaiseau      |
| Kanton Sainte-Geneviève-des-Bois | 68.677                   | 17,75      | 3.869            | 9116       | –            | –              |

Bis 2015 bestand der Kanton Sainte-Geneviève-des-Bois nur aus der Gemeinde Sainte-Geneviève-des-Bois. Sein Zuschnitt entsprach einer Fläche von 9,27 km2.

## Bevölkerungsentwicklung
| 1968   | 1975   | 1982   | 1990   | 1999   | 2006   |
| ------ | ------ | ------ | ------ | ------ | ------ |
| 23.684 | 31.859 | 30.439 | 31.286 | 32.125 | 34.024 |